# Liteňfest
Liteňfest je multižánrový hudební festival folkové a countryové hudby. Koná se od roku 2012 každoročně poslední květnovou sobotu (od roku 2014) v Areálu Pode Zděmi v Litni v okrese Beroun ve Středočeském kraji. Pořadatelem je Jiří Buriánek, Atelier Svatopluk, obecně prospěšná společnost v Litni a městys Liteň. Mediálním partnerem festivalu je Rádio Impuls a Country radio.

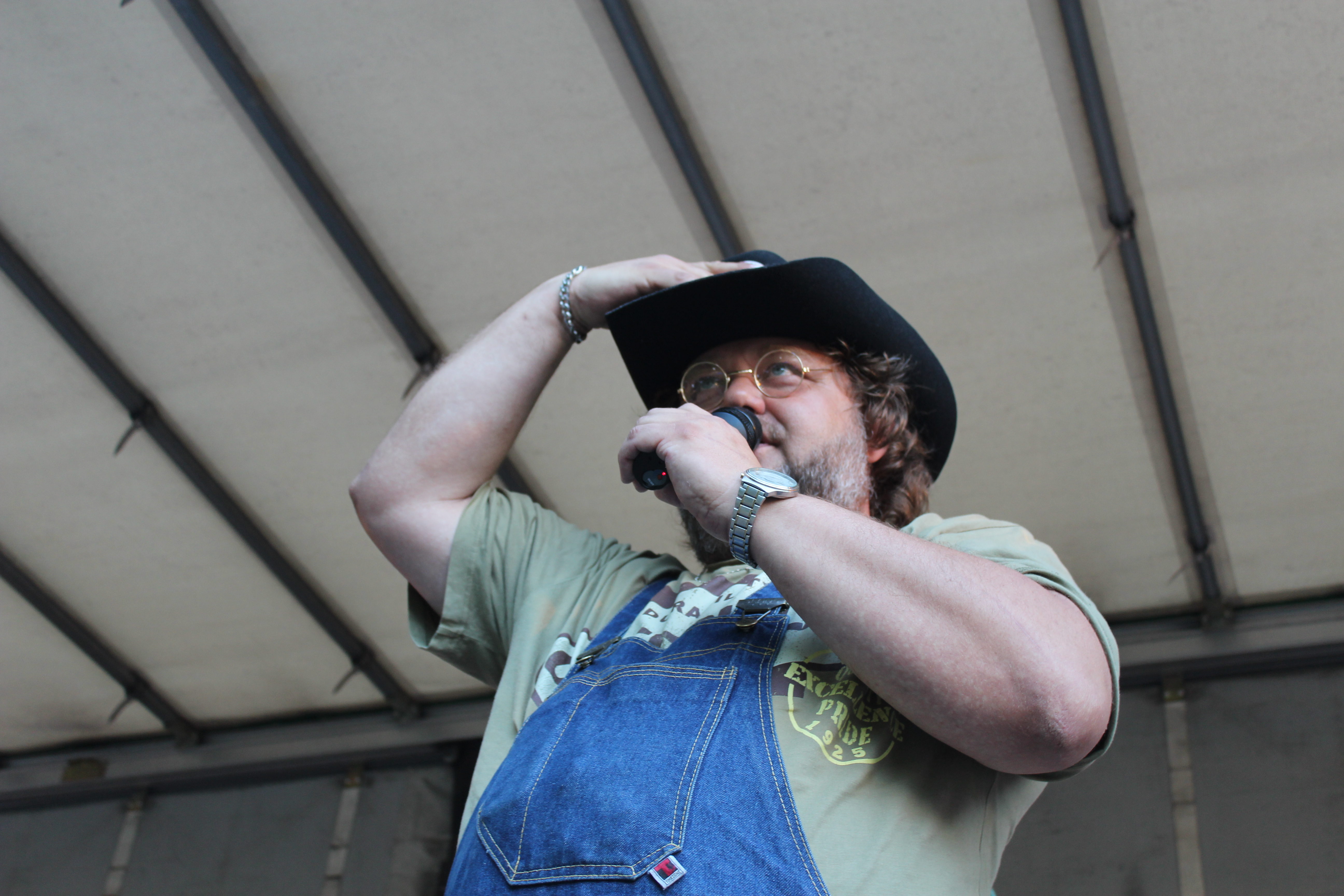
Michal Tučný revival

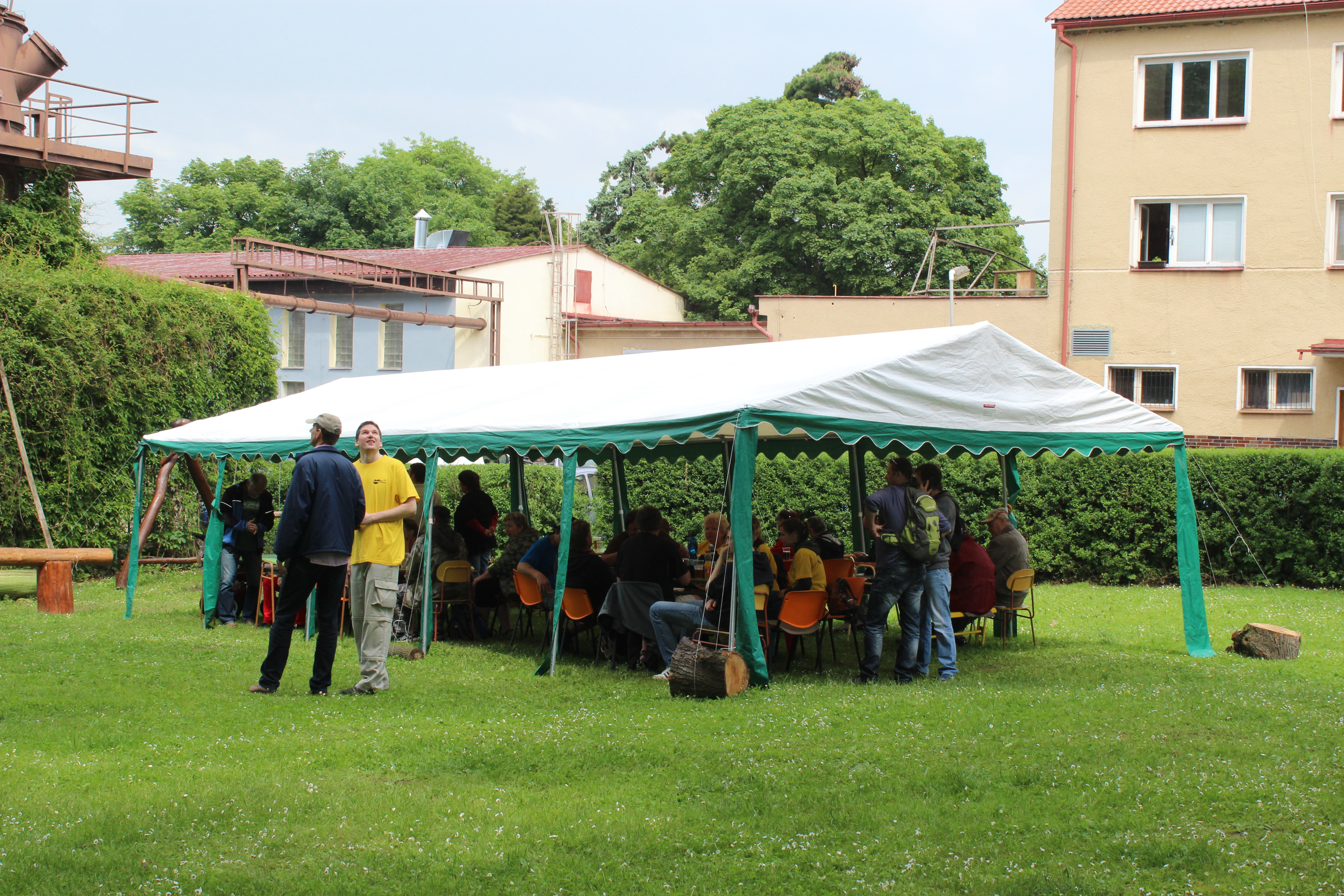
Stan pro diváky

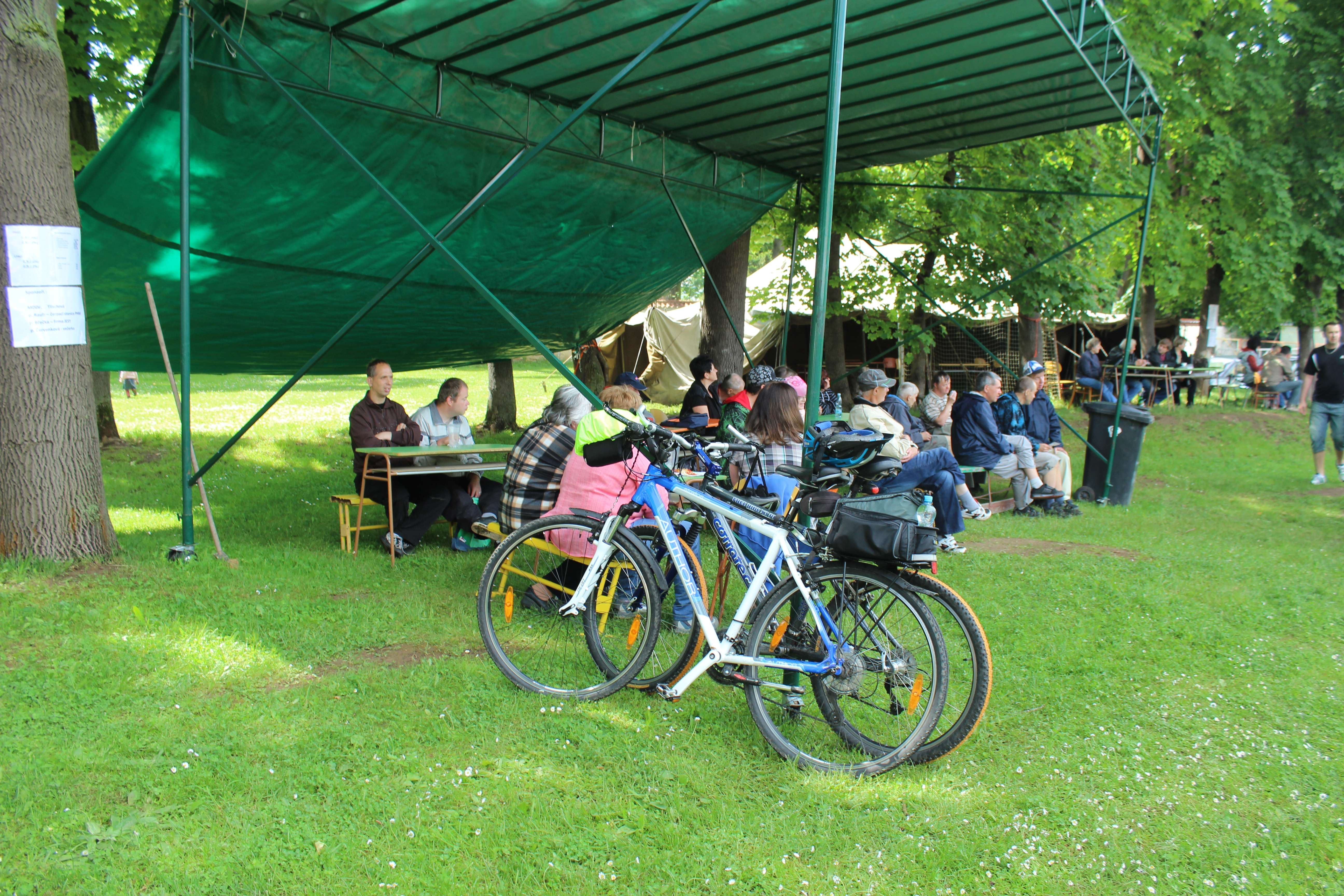
Liteňfest 2014 kola 24. května 2014

## Zaměření a organizátoři festivalu
Liteňfest je koncipován jako hudební multižánrový festival hudby ve stylu folk a country. Na festivalu vystupují především kapely z Berounska (Beroun, Hořovice, Zdice ) dalších míst ČR Plzeň, Praha. Žánrově je festival pestrý: hraje se zde folk, country, bluegrass a Rock and roll. Kapely předvádějí zejména vlastní písně a instrumentální skladby. Většina skupin, které zde již vystoupily, si Liteňfest zařadila do svého koncertního kalendáře i na další léta. Festival organizuje příznivec folk a country Jiří Buriánek z Berouna, Atelier Svatopluk, o.p.s. a městys Litni. Místem konání je Areál Pode Zděmi Liteň. Velikost plochy uzavřeného areálu (téměř 10.000m3) na severním okraji Litně, jeho zatravněné plochy a vnitřní komunikace umožňují využití mobilního pódia pro účinkující na návěsu kamionu. Pro vyhraněný okruh zájemců o žánr folk a country je zajímavé, že v areálu Liteň lze i stanovat. Areál nabízí dobré podmínky pro účastníky na kolech. První ročník Liteńfest v roce 2012 byl i prvním velkým programem, který byl v tomto areálu po jeho převzetí městysem Liteň (zrušení Odborného učiliště Liteň) pořádán. 

## Publicita a prezentace festivalu
Liteňfest má vlastní webové stránky s rubrikami jednotlivých ročníků, Knihou návštěv a galerií snímků. a profil festivalu na Facebook[nedostupný zdroj]. Komunikace organizátorů s hudebními skupinami a pravidelnými návštěvníky je soustavná a na webu jsou zveřejňovány jejich hodnocení festivalu. Hudební skupiny zveřejňují na svých internetových stránkách fotoreportáže ze svých vystoupení na Liteňfest. O festivalu pravidelně referují regionální média Berounska a Příbramska: Berounský deník, Podbrdské noviny, Naše noviny v tištěné i internetové verzi. Mediálním partnerem je Rádio Impuls a Country radio. Informace o termínech a účinkujících jsou zveřejňovány na informačních webech orientovaných na hudební festivaly, folkovou a countryovou hudbu například hudební portál muzikus.cz.

## Historie Liteňfest

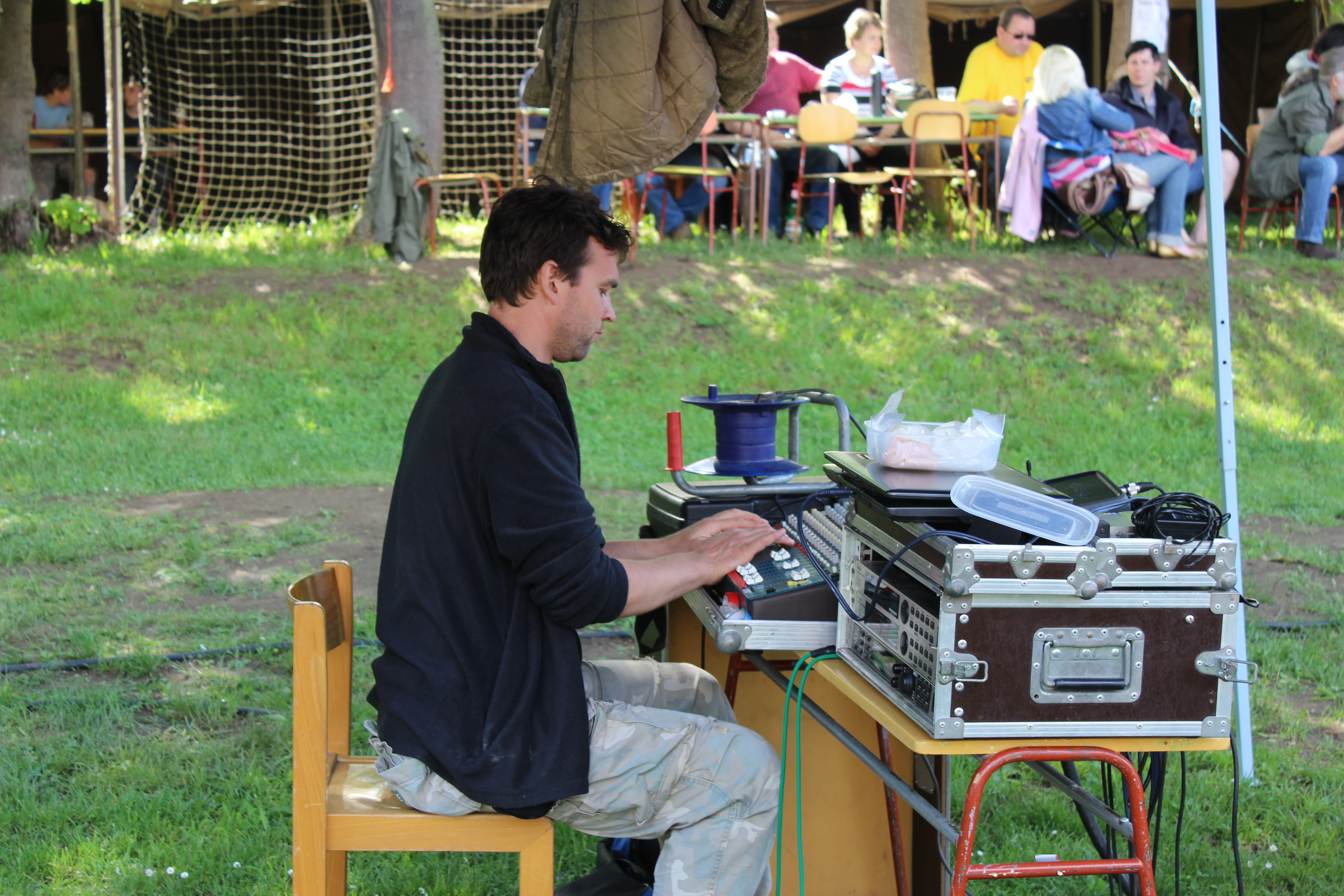
Zvukař při práci

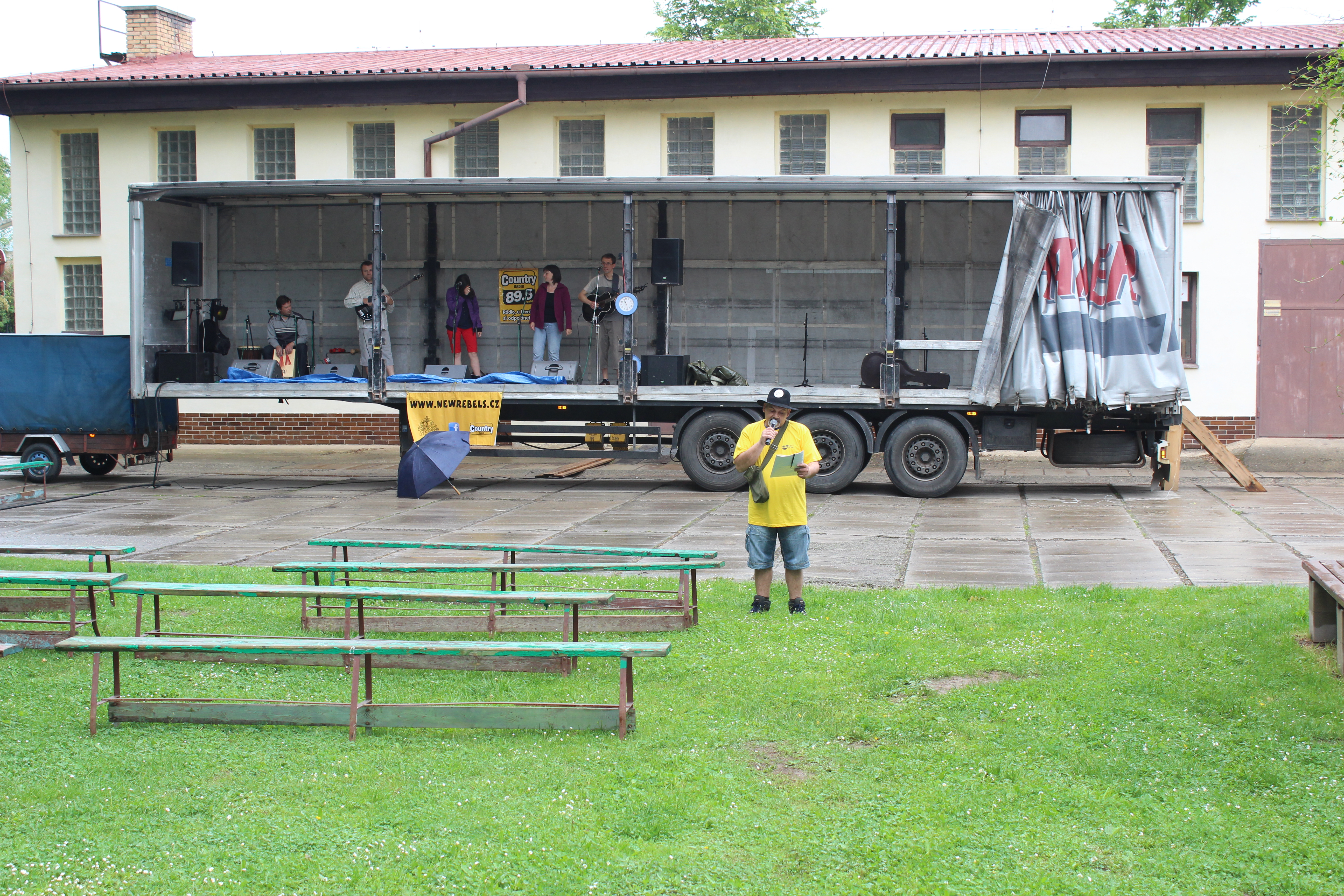
Liteňfest 2014

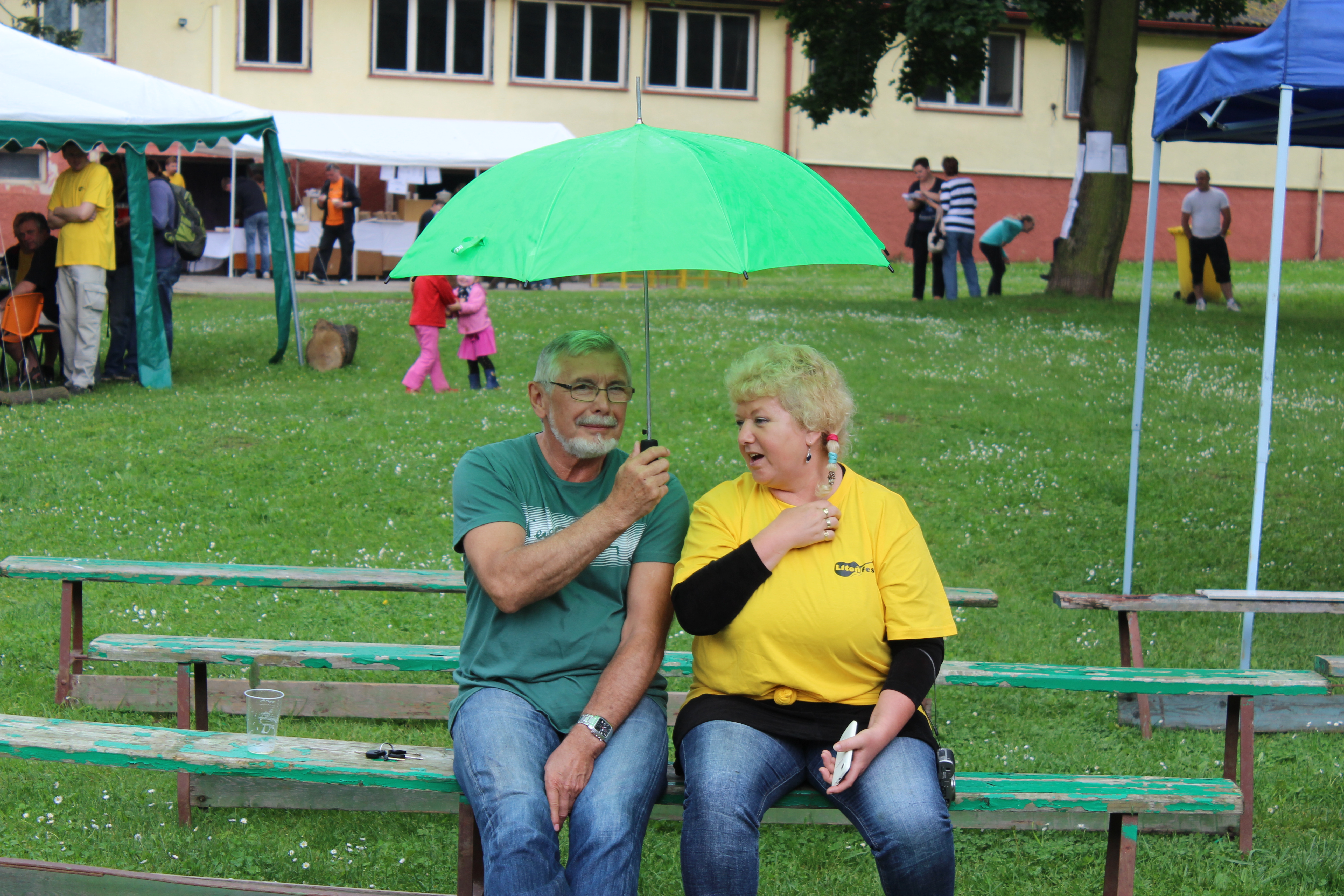
Diváci a účinkující

### 1. ročník: 2. června 2012
První ročník festivalu se konal 2. června 2012 jako jednodenní program s názvem Liteňfest. Na festivalu vystoupily skupiny Pokus, Pohodáři, Braboux, Z jahody Na znak a Duo Honza & Verča. Koncerty moderoval Ondra (Dudas) Dvořák. Festival pořádal Jiří Buriánek a Atelier Svatopluk. Festival finančně a mediálně podpořil Středočeský kraj, Městys Liteň, Rádio Impuls a Country radio. Na prvním ročníku návštěvníci neplatili vstupné.

### 2. ročník: 24. - 25. června 2013
Druhý ročník festivalu se konal 25. června 2013 jako jednodenní program s názvem Liteňfest. V odpoledním programu v sobotu 25. června vystoupily kapely Rudolfinum, New Rebels, Braboux, Z jahody Na znak, Půl dechu do měchu, Modrolit a Petrolej & Co. Koncerty moderoval Ondra (Dudas) Dvořák. Festival pořádal Jiří Buriánek a Atelier Svatopluk. Festival finančně a mediálně podpořil Městys Liteň, Rádio Impuls a Country radio. Na druhém ročníku návštěvníci neplatili vstupné.

### 3. ročník: 24. května 2014
Třetí ročník festivalu se konal v sobotu 24. května 2014 jako jednodenní program s názvem Liteňfest . V odpoledním programu vystoupily kapely New Rebels, Michal Tučný Revival Plzeň, Farmáři Beroun, Broucy na zádech, Grassroad, WOMACLEE, Z jahody Na znak, Půl dechu do měchu, MIXBAND, Petrolej & Co, Hana Lounová & Idefixband a Pokus. Koncerty moderoval Ondra (Dudas) Dvořák. Festival pořádal Jiří Buriánek a Atelier Svatopluk. Koncerty moderoval Ondra (Dudas) Dvořák. Festival finančně a mediálně podpořil Středočeský kraj, Městys Liteň, Rádio Impuls a Country radio. Na třetím ročníku návštěvníci neplatili vstupné.

### 4. ročník: 23. května 2015
Čtvrtý ročník festivalu se připravuje na sobotu 23. května 2015 jako jednodenní program s názvem Liteňfest. Festival pořádá Jiří Buriánek a Atelier Svatopluk. Festival finančně a mediálně podpoří Středočeský kraj, Městys Liteň a Rádio Impuls a Country radio. 

## Doprovodné programy Liteňfest

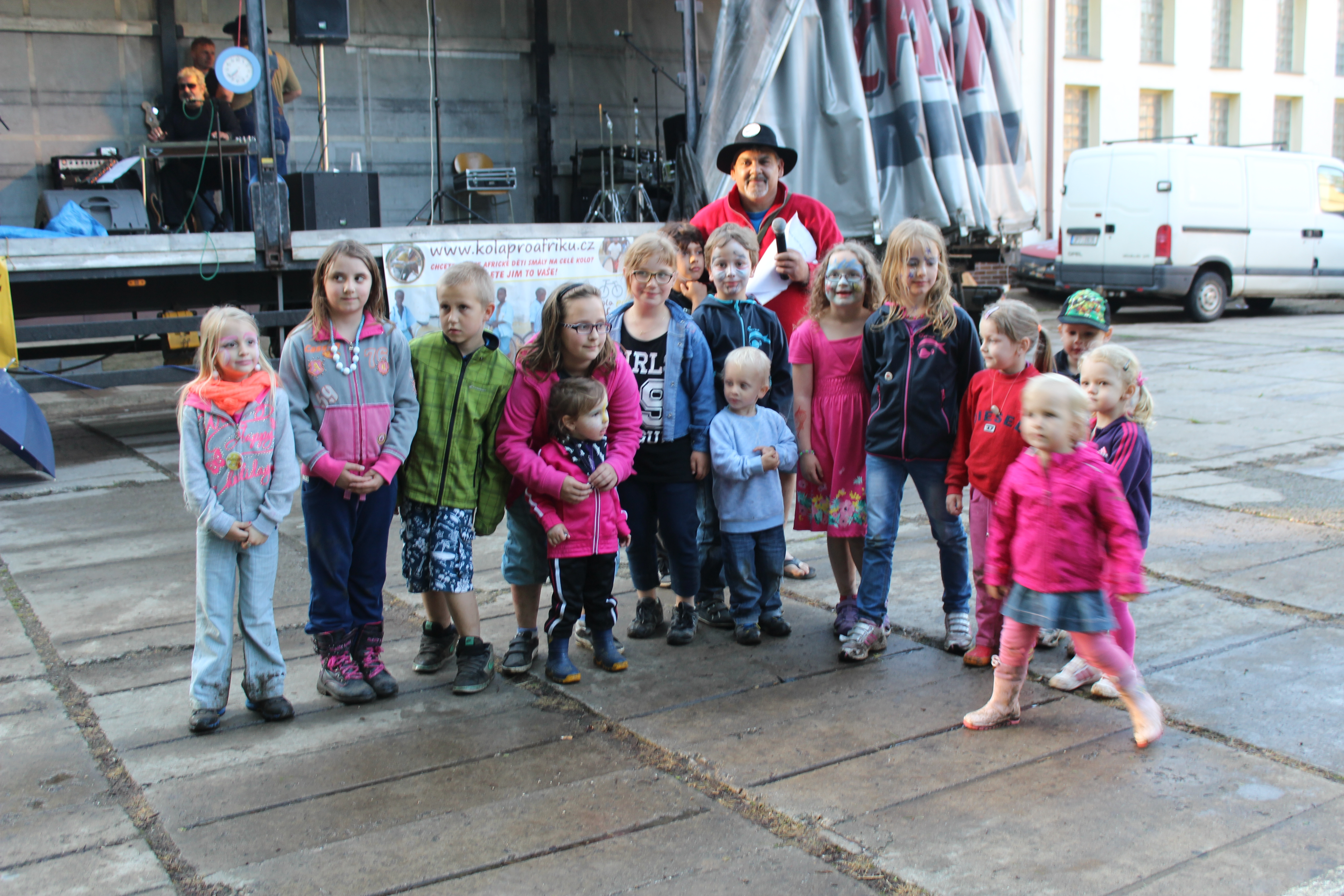
Nejmenší diváci Liteňfestu s moderátorem

Celodenní koncertní program folkových a countryových kapel doplňují doprovodné programy pro děti a mládež určené rodinám návštěvníků. Podobně jako u dalších programů v Areálu Pode Zděmi (Kováři v Litni, Zimní běh Litní) i při pořádání Liteńfestu Atelier Svatopluk, o.p.s. na jejich přípravě spolupracuje se Střediskem volného času DOMEČEK Hořovice, odloučené pracoviště v Litni. Tato organizace využívá svých dlouholetých zkušeností z pořádání volnočasových aktivit zejména pro rodiny s malými dětmi s cílem vytvořit jim podmínky pro společnou rodinnou návštěvu kulturních a sportovních programů. Pro děti diváků jsou připraveny zábavné soutěže, dětské tetovací studio a mohou využít v Areálu Pode Zděmi hřiště Naučné stezky Liteň a sportoviště bývalého učiliště nebo si s moderátorem zazpívat. Každoročně se Liteňfestu účastní zdravotně postižení klienti chráněného bydlení Koniklec Suchomasty. pro které je hudební festival i vhodnou terapií.

## Galerie organizátorů Liteňfest

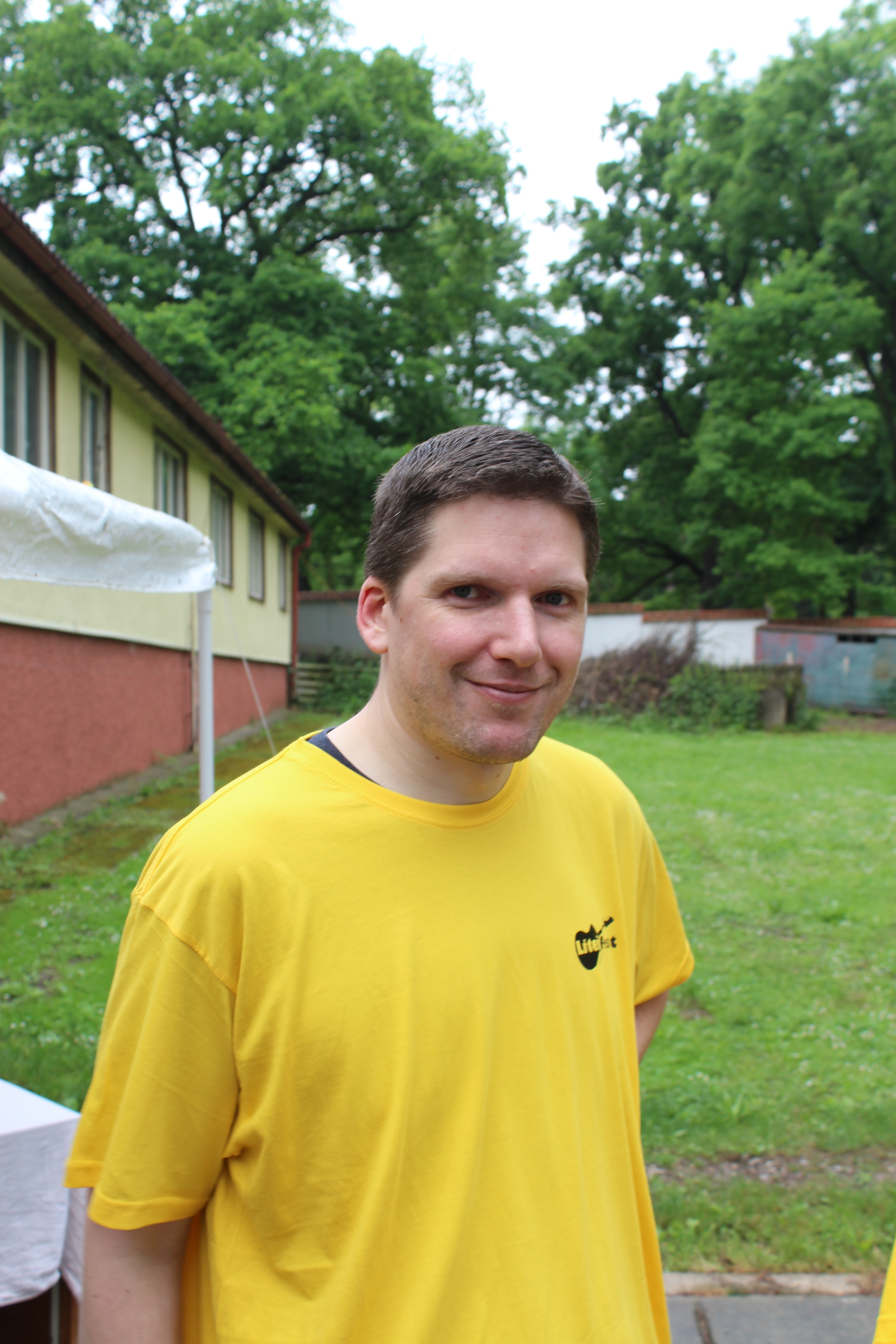
Organizátor Liteňfest Jiří Buriánek
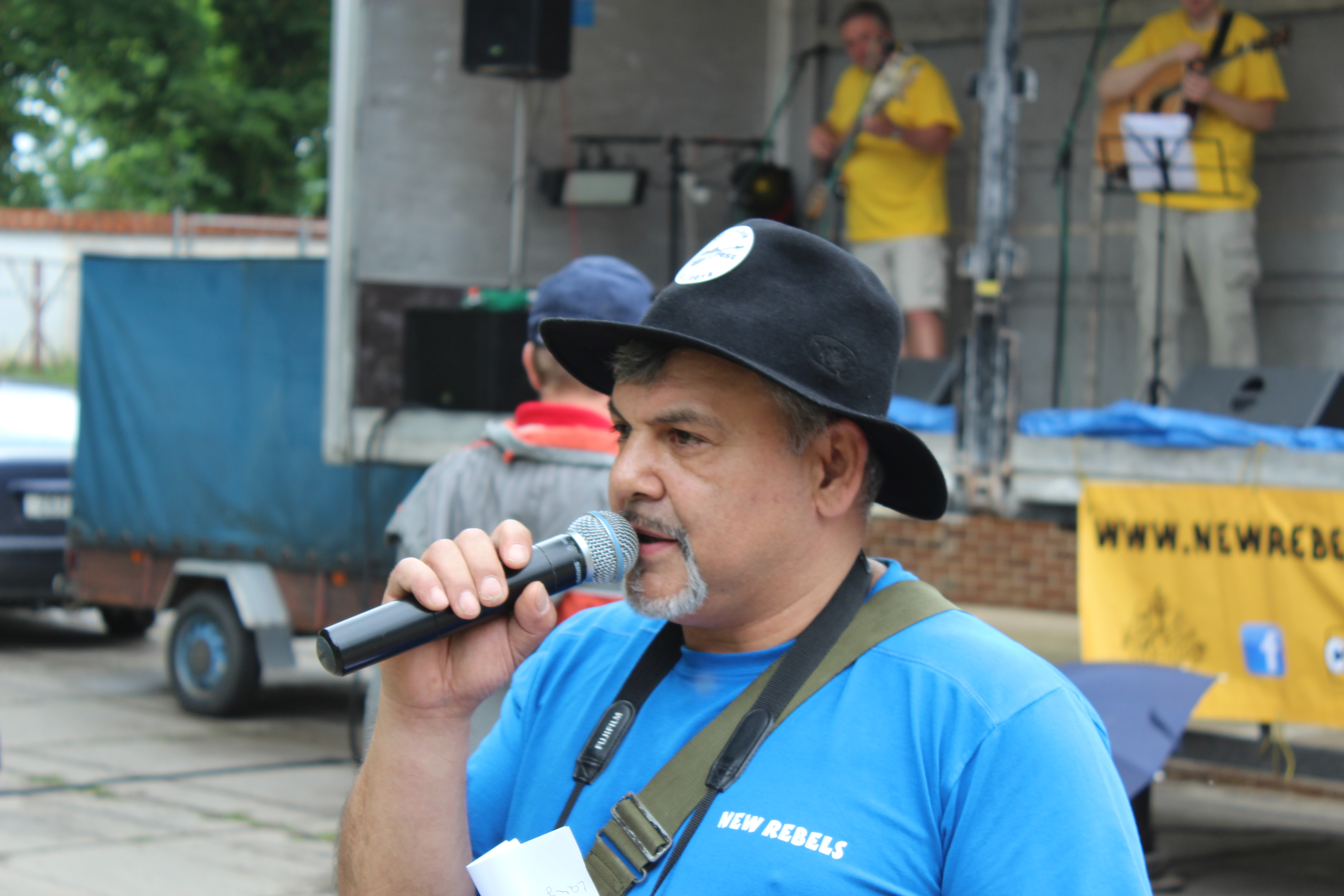
Moderátor Ondra (Dudas) Dvořák
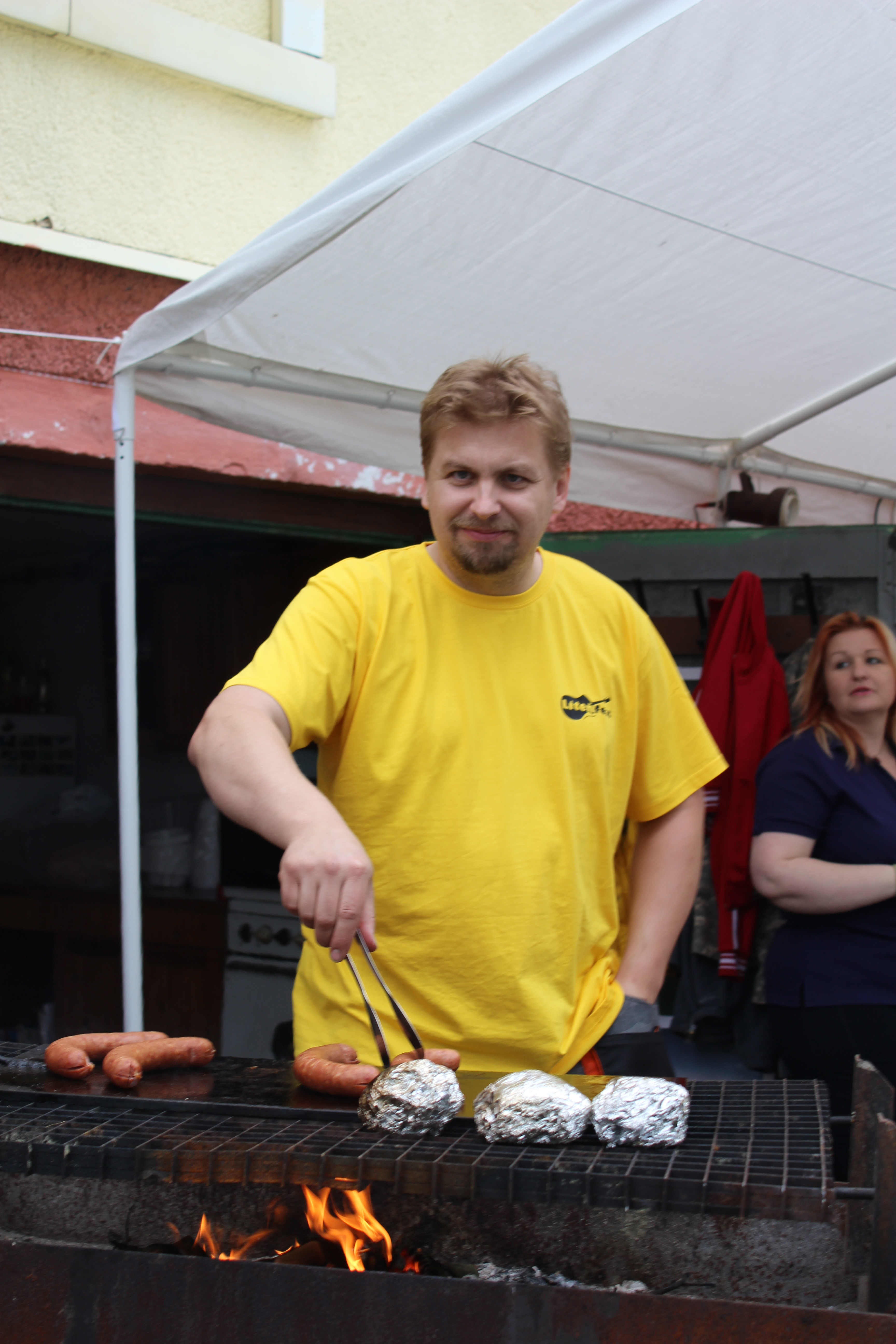
Jan Havelka ředitel Atelier Svatopluk
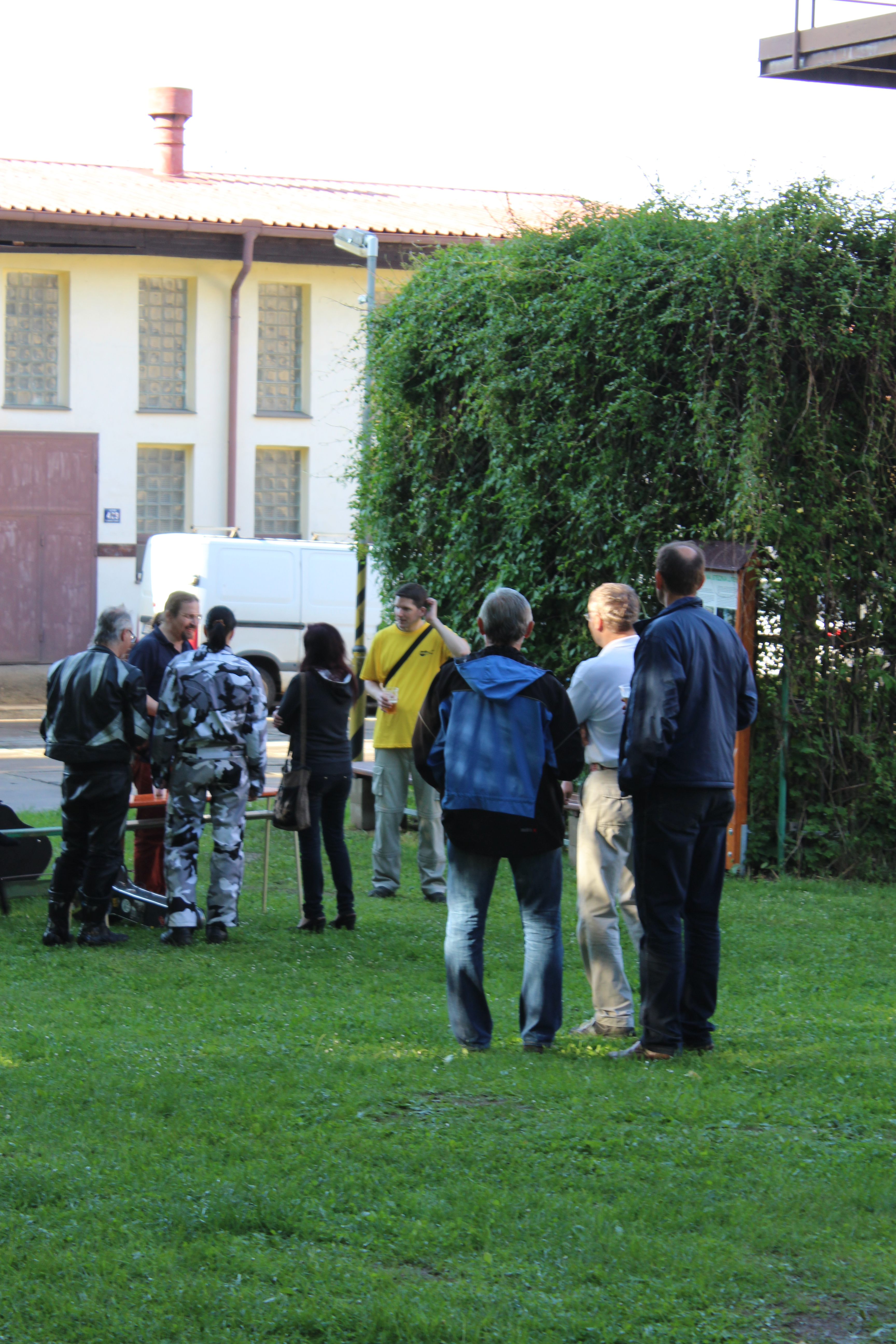
Jiří Buriánek s návštěvníky

## Zázemí festivalu Liteňfest

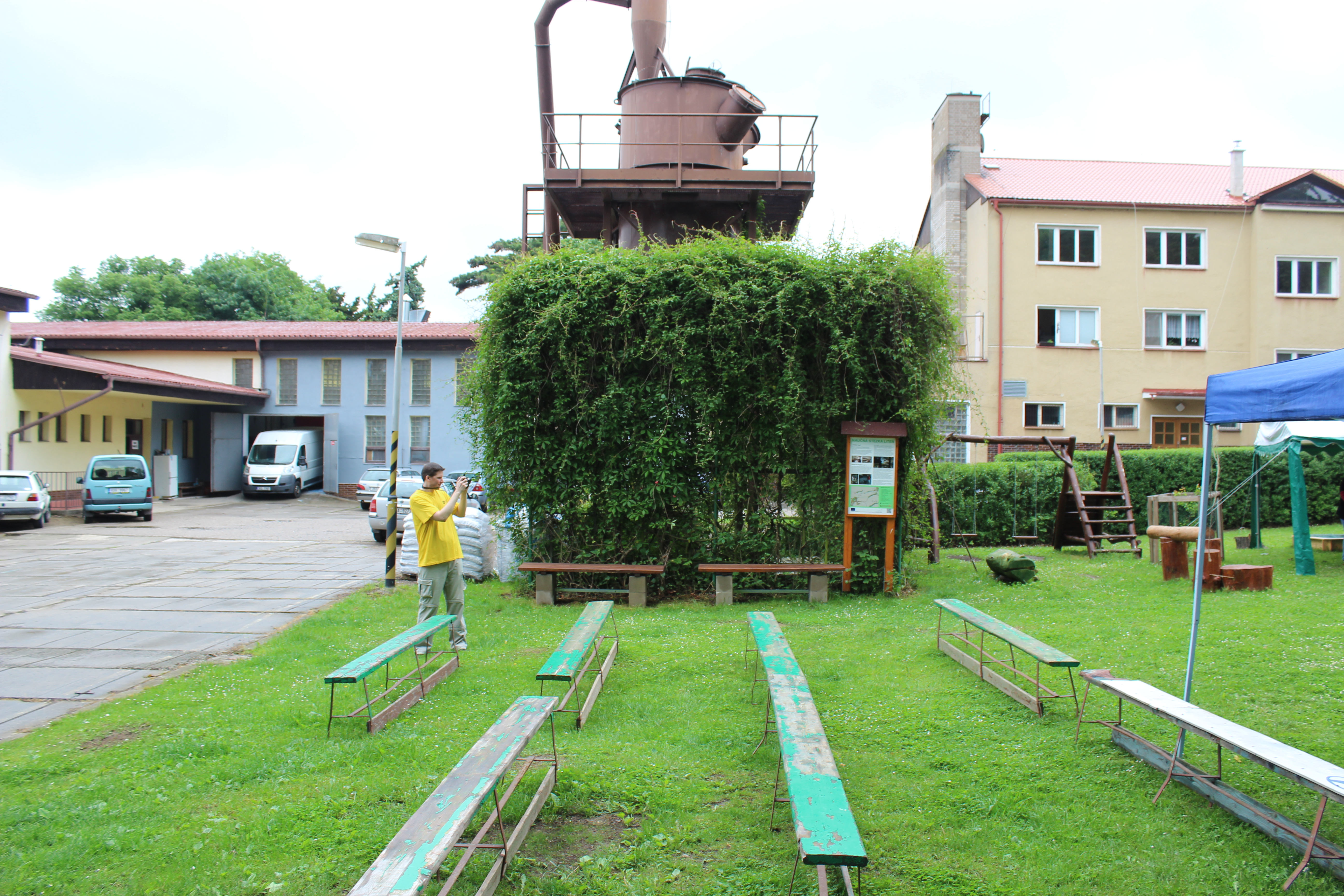
Zastavení a hřiště naučné stezky v Areálu Liteň
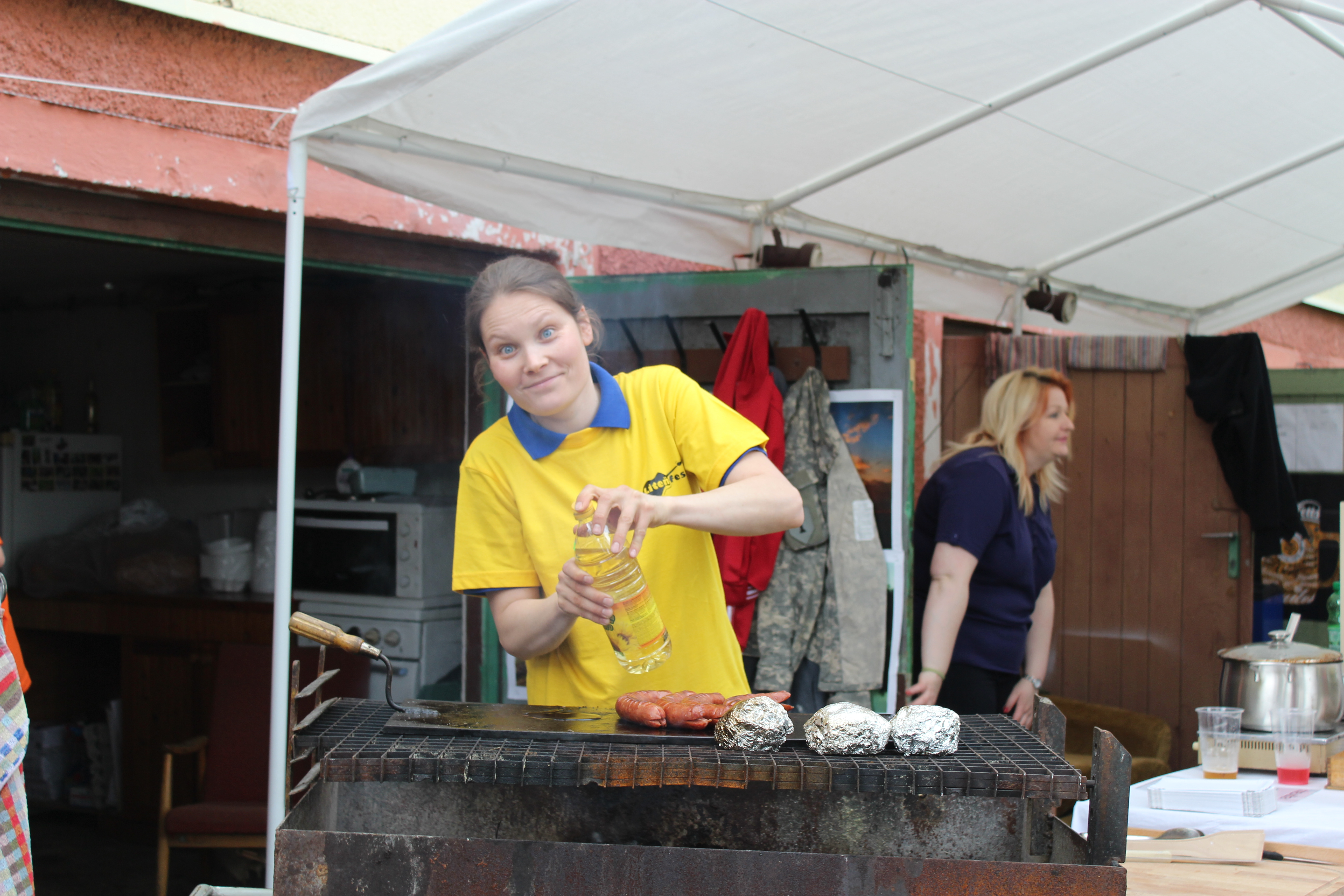
Občerstvení pro účastníky
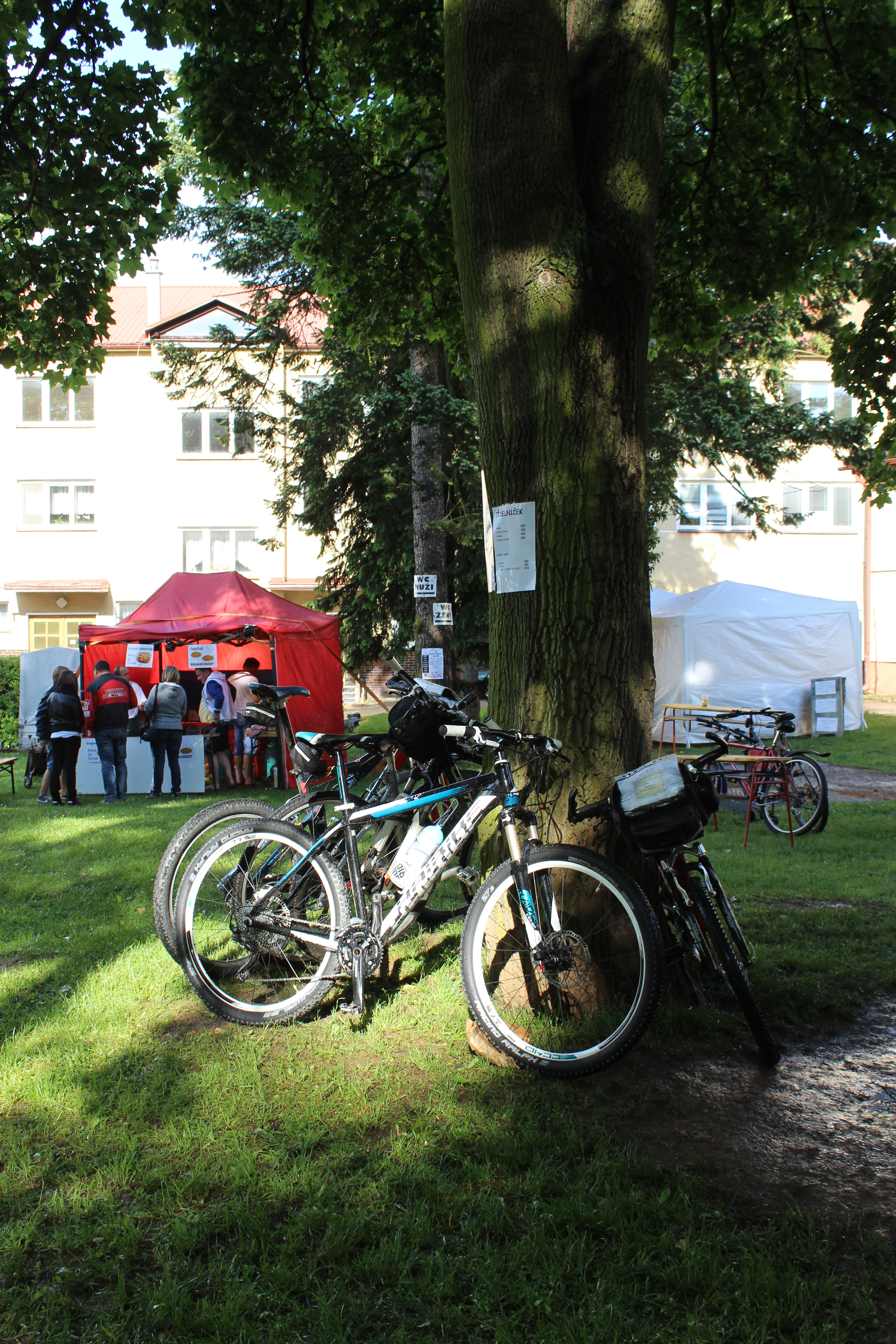
Kola u stromu
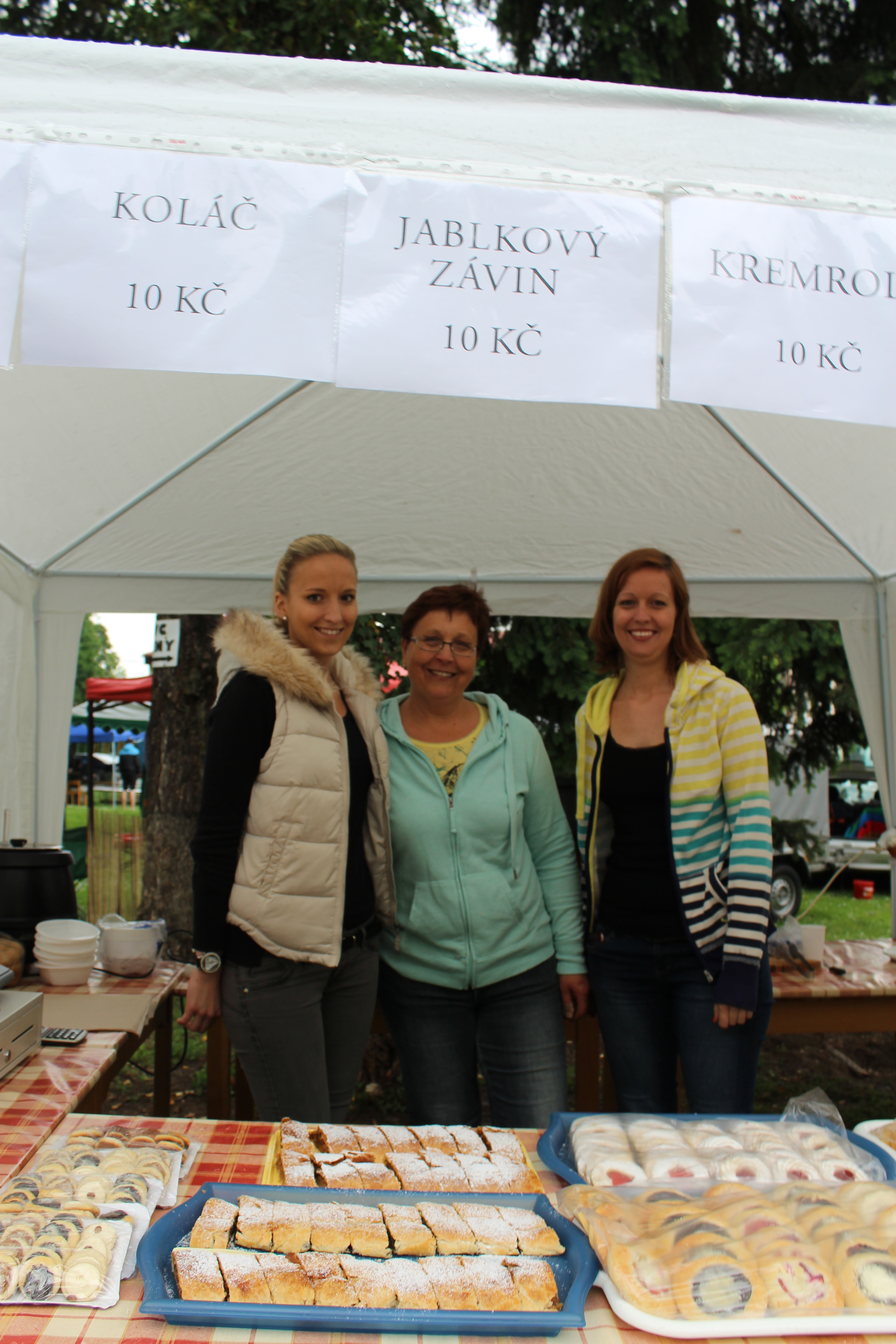
Stánek Jídelny Kosová
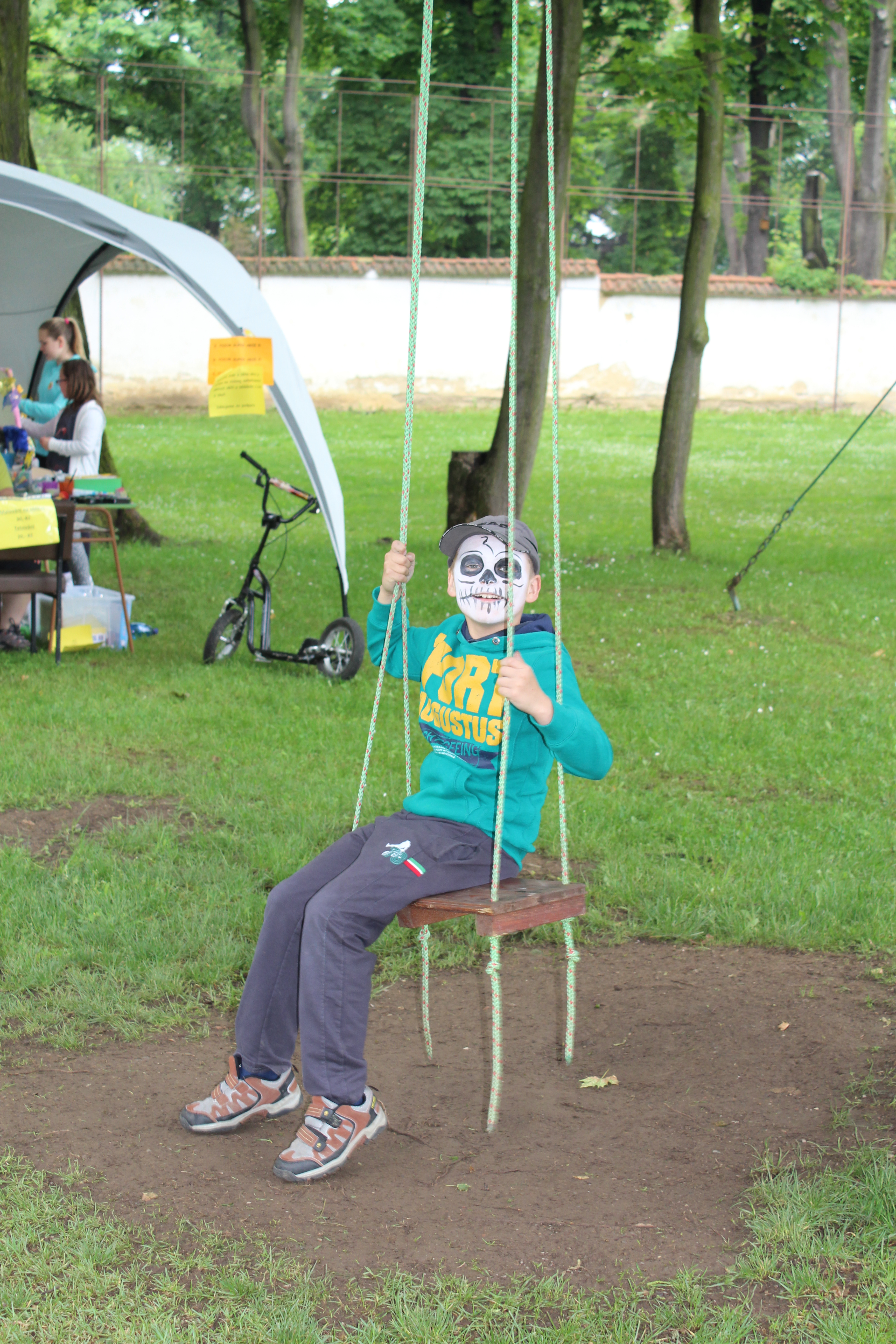
Maska na houpačce

## Galerie Liteňfest 2014

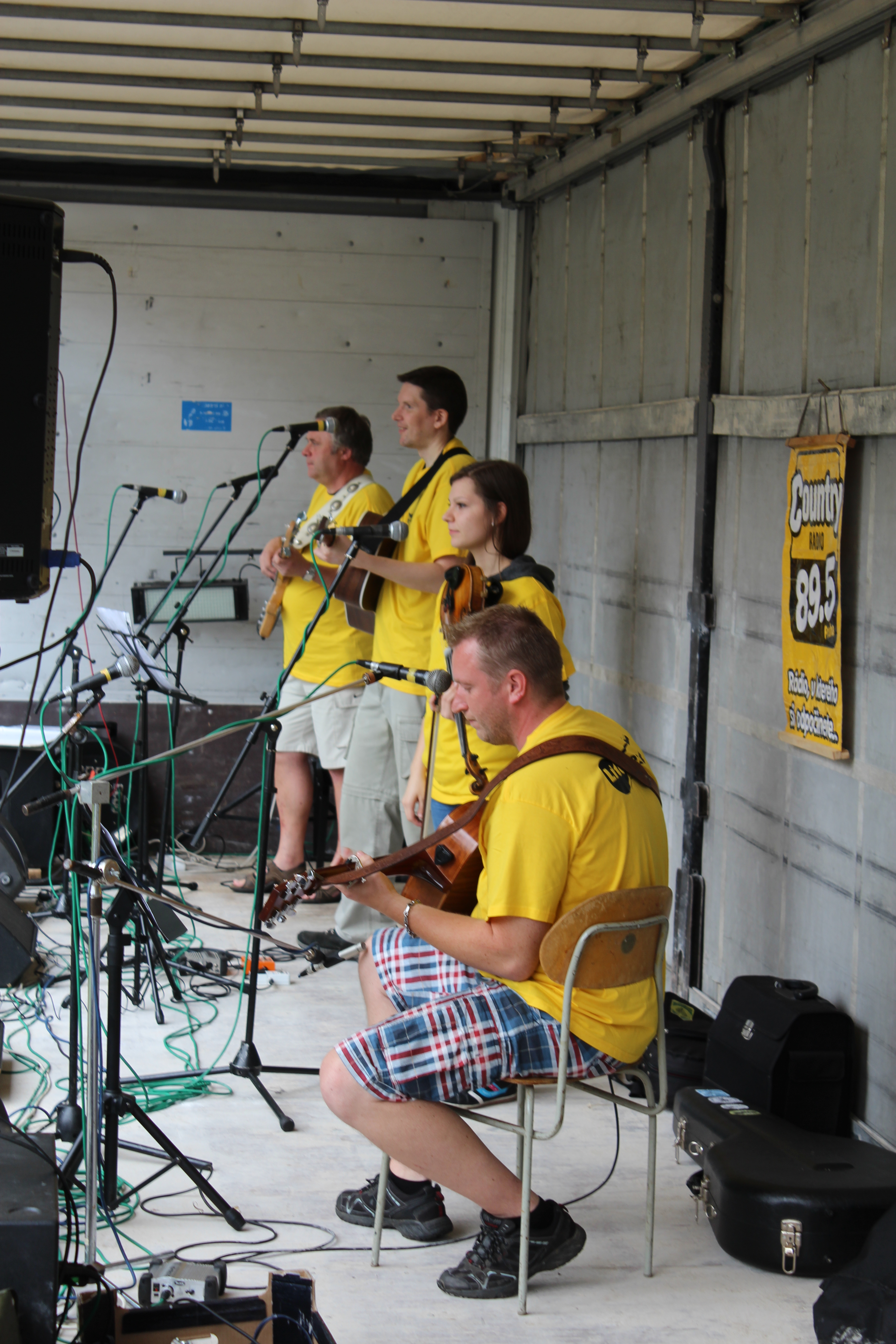
Koncert
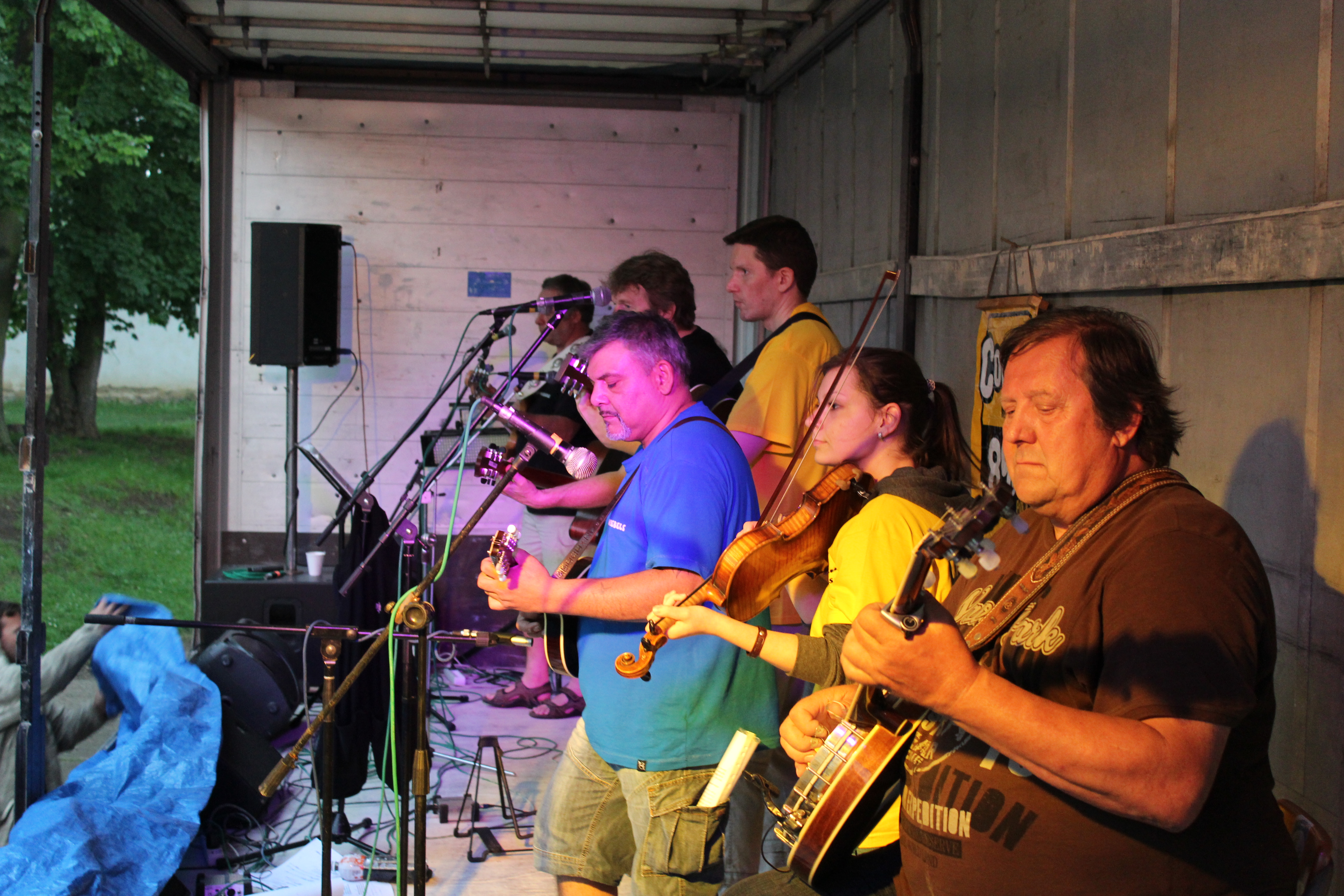
Koncert
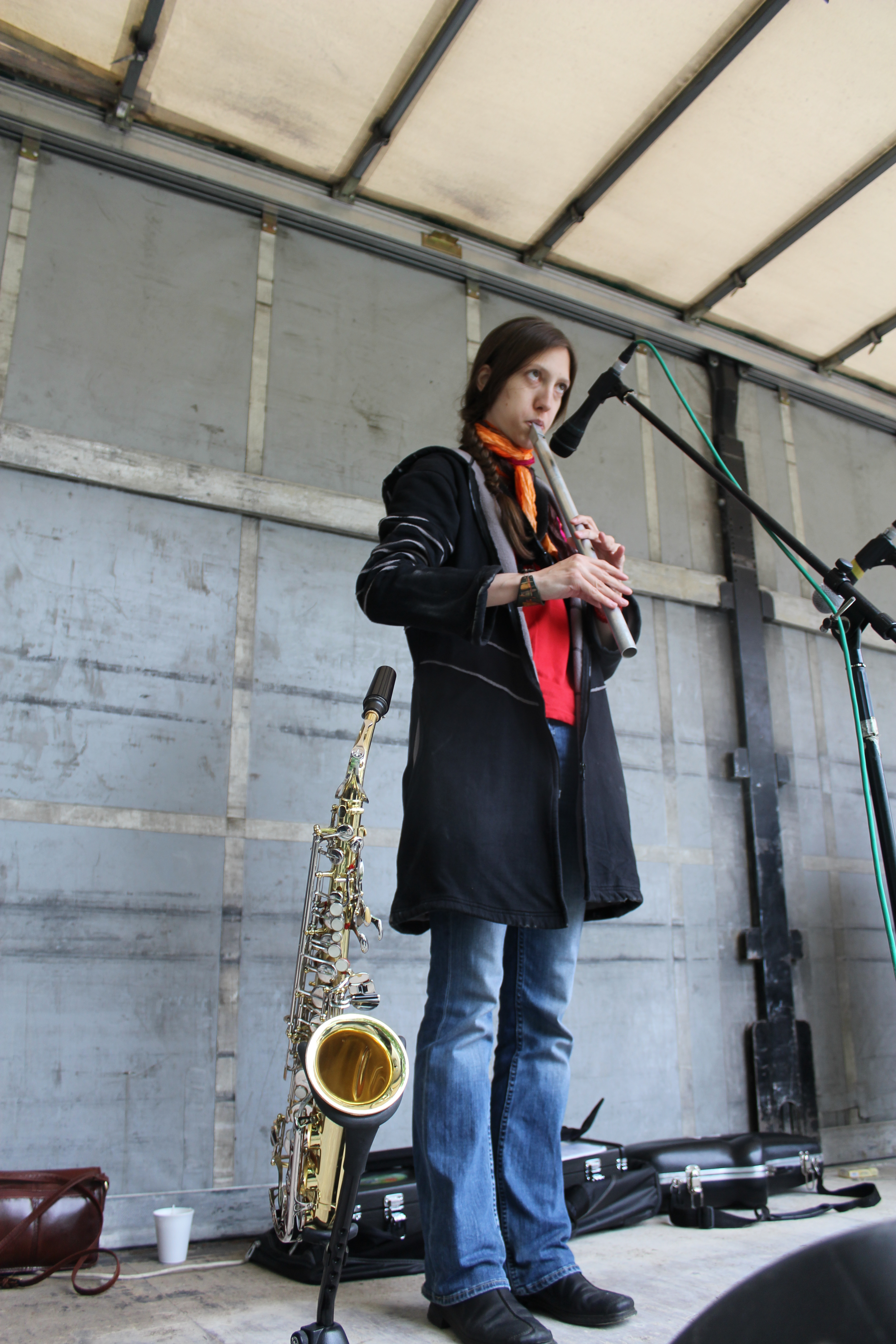
Flétnistka Půldechudoměchu
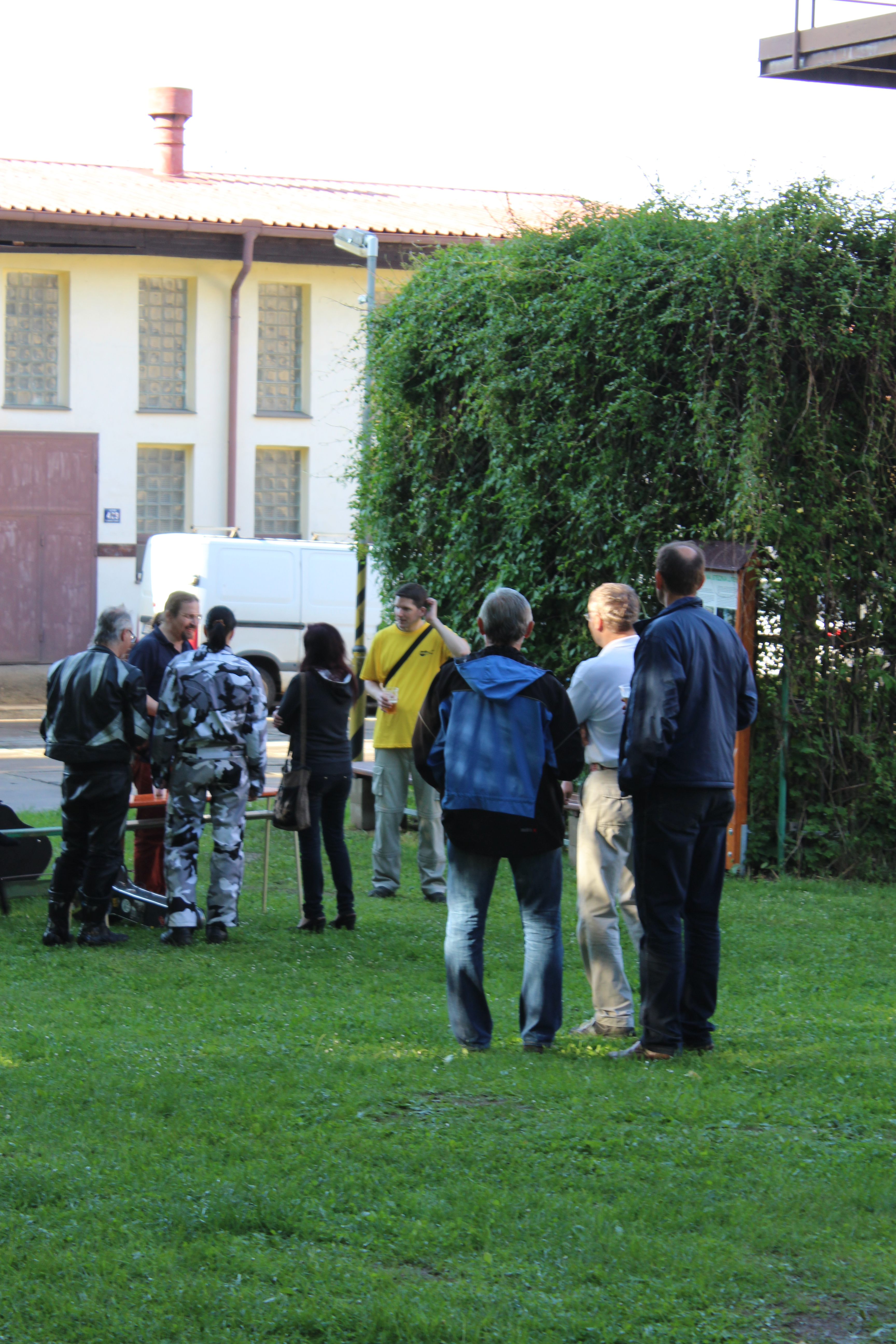
Diváci
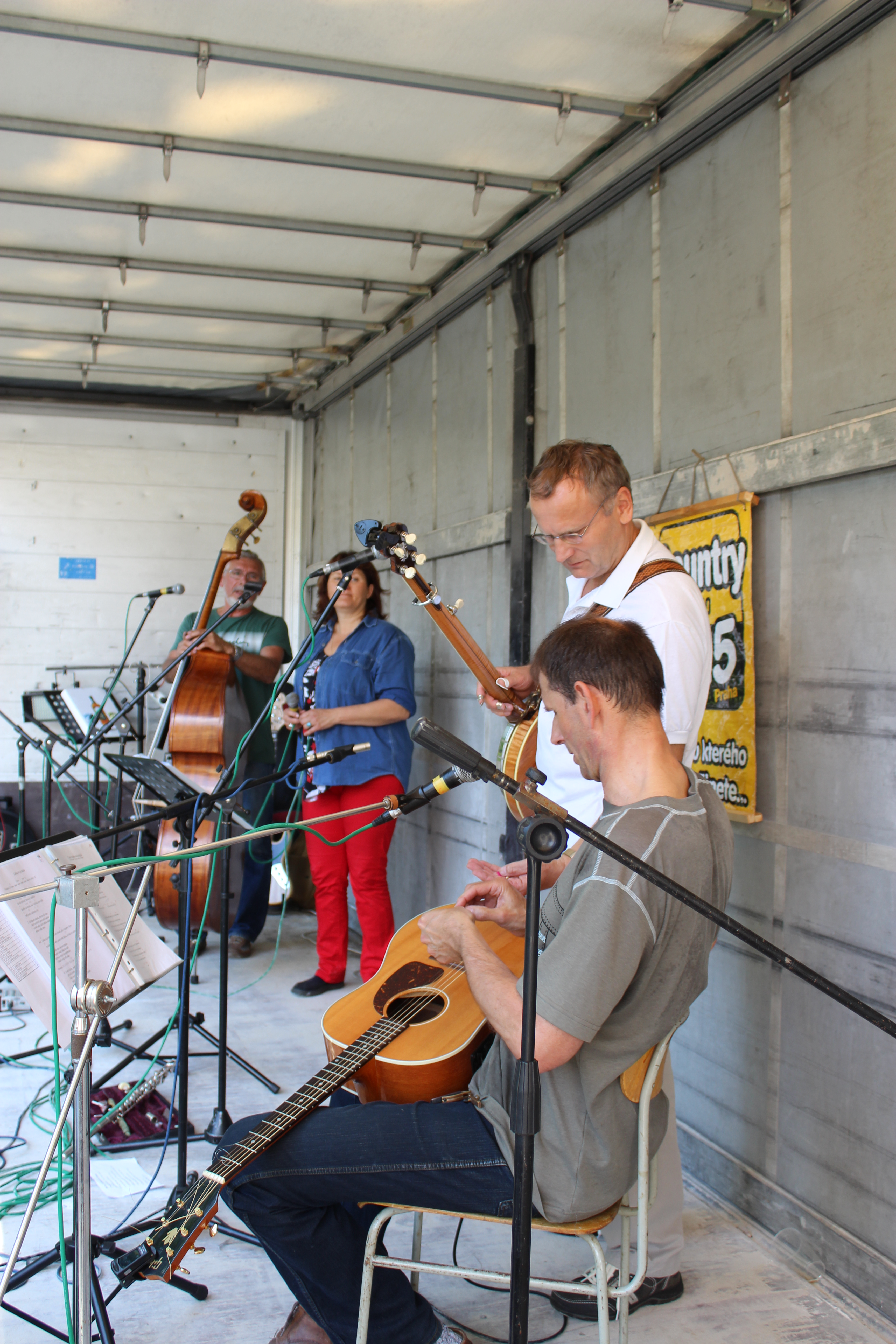
Farmáři